# Мейтленд, Фредерик Уильям
Фредерик Уильям Мейтленд (Frederic William Maitland) (28 мая 1850 — 19 декабря 1906) — британский юрист, историк и преподаватель, нередко рассматриваемый как «современный отец английской истории права».

## Биография
Сын Джона Горхэма Мейтленда (1818—1863). Учился в Итоне и Тринити-Колледже (Кембриджский университет), в 1872 году выиграл стипендию Уэвелла по международному праву. Он вступил в Линкольнс-Инн в 1876 году и стал весьма компетентным адвокатом и нотариусом в области так называемого «права справедливости», но в итоге посвятил себя сравнительному правоведению и особенно истории английского права (не без влияния встречи с Павлом Виноградовым, по собственным словам Мейтленда, «определившей остаток всей его жизни», когда он обнаружил, что русский историк-правовед больше знал об английских юридических документах, чем он сам). В 1884 году он был назначен чтецом английского права в Кембридже, а в 1888 году стал профессором английского права. Несмотря на своё в целом плохое состояние здоровья, его обширные знания, ум и исследования постепенно сделали его знаменитым и уважаемым историком и юристом.
Фредериком Мейтлендом написаны десятки работ по истории права Великобритании, некоторые из которых представляют собранные его студентами конспекты его лекций, изданные уже после его смерти. Работы Мейтленда отличались элегантным и живым стилем письма, его исторический метод отличался тщательным и грамотным использованием исторических источников; он учил своих студентов не исследовать историю с точки зрения условий и запросов современности, а всегда стараться рассматривать и понимать прошлое на условиях того времени.
Умер от туберкулёза на Гран-Канария в 1906 году. Был женат на Флоренс Генриетте Фишер, имел двух дочерей, Эрменгарду и Фредегонду (ставшую затем поэтессой); после его смерти его жена вышла замуж за Фрэнсиса Дарвина, сына Чарльза Дарвина.
Всемирно известное Мейтлендское историческое общество Даунинг-колледжа, Кембридж, названо в его честь. Ричард Уильям Саутерн отмечал: «Он [Мейтленд] понял, что к истории нужно подходить через тяжкий труд, и что никакое количество элегантности, экономии и точности ума не может заменить огромную способность к тяжелому труду» («He [Maitland] learned that the approach to history must be through drudgery, and that no amount of elegance, economy, and precision of mind can take the place of an enormous capacity for hard work»).

## Труды
Автор более ста крупных исследований, фундаментальные труды:
- «История английского средневекового права до конца XIII в»;
- «Книга Страшного Суда и то, что вне её»;
- «Сельская община и город»;
- «Конституционная история Англии».